# РЛС наземной разведки
Радиолокационная станция (РЛС) наземной разведки или РЛС разведки наземных движущихся целей (РНДЦ) (РЛС разведки наземных целей, РЛС поля боя) — класс современных наземных радиолокационных систем разведки для решения тактических задач на поле боя, в число которых входят:
- автоматическое наблюдение за передвижением войск противника на поле боя, определение координат для их поражения[1],
- корректировка стрельбы в условиях плохой видимости,
- обеспечение охраны важных рубежей и объектов от несанкционированного проникновения,
- опознание своих подразделений[2] и управление движением патрулей, при наличии у тех приёмоответчиков, передающих сигналы опознавания «свой-чужой»[3],
- в последнее время высокую актуальность приобрела задача обнаружения над полем боя малоразмерных низколетящих беспилотных летательных аппаратов[4].

РЛС наземной разведки условно подразделяются по дальности действия на три класса: ближней (до 10 км), малой (до 20 км), и средней (до 40 км), причём образцы средней дальности из-за значительных массоразмерных параметров как правило монтируются на шасси штатной армейской техники и интегрируются в единый мобильный информационный комплекс с другими радиотехническими системами (оптикотелевизионными, пеленгационными, сигнализационными и т.п.). При этом, все современные РЛС поля боя могут работать как автономно, так и в качестве элемента сетецентрического боевого построения.
Как правило, организационно включаются в состав команд АИР, разведывательных подразделений батальонов и др.

## Используемые технологии

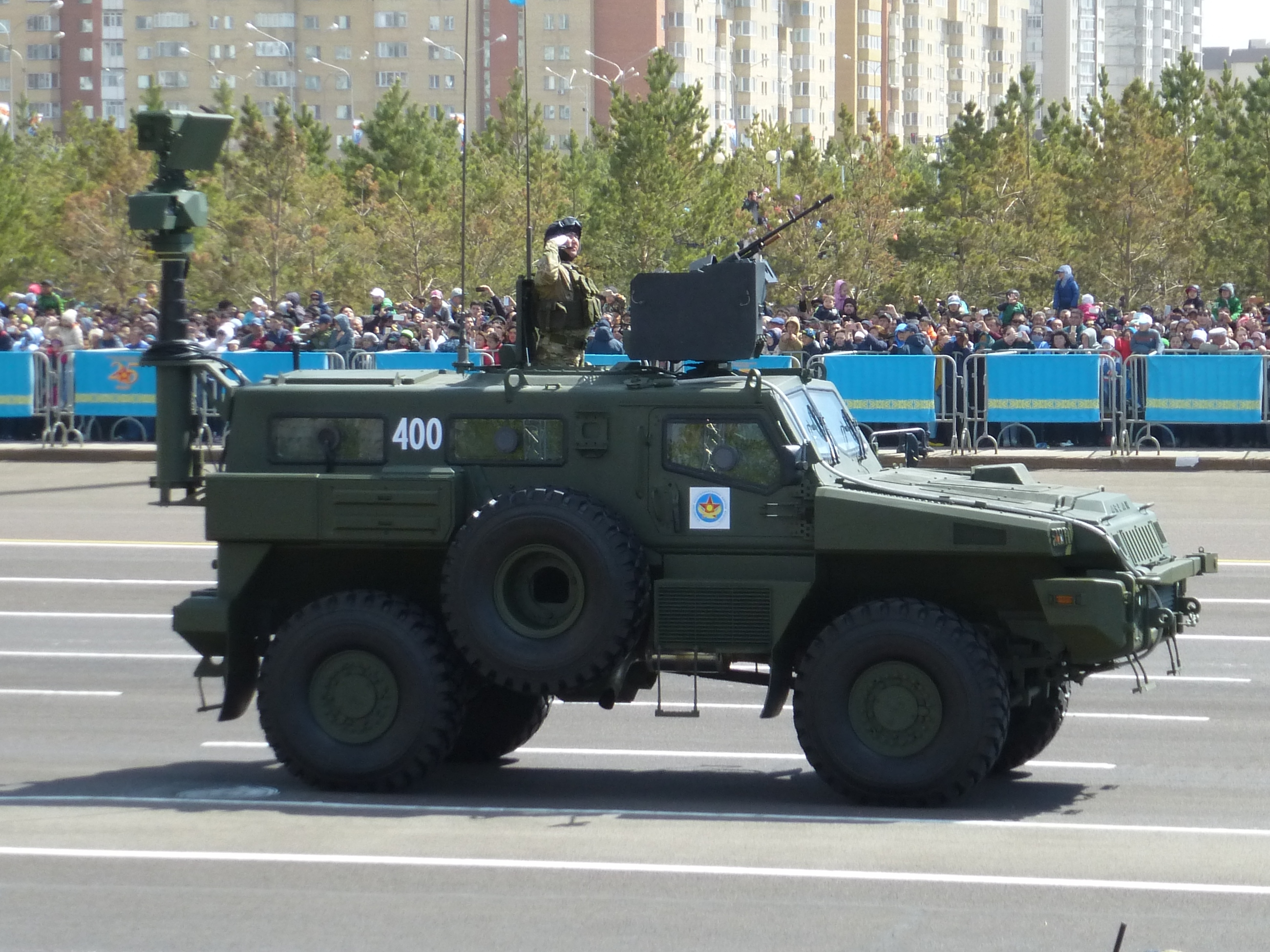
Казахстанская модификация БКМ «Арлан» с РЛС наземной разведки установленной на телескопической мачте

Для обнаружения движущихся целей значительная часть РЛС наземной разведки активно применяют когерентный доплеровский режим непрерывного излучения с последующей корреляционной обработкой полученного сигнала; для обнаружения неподвижных объектов в некоторых образцах используется импульсно-доплеровский режим, но он приводит к появлению значительной «мёртвой зоны» в радиусе 50—80 метров от станции. В системе российского производства «Фара» для обнаружения неподвижных объектов был использован сложный широкополосный зондирующий сигнал.
Для формирования диаграммы направленности с нужными характеристиками активное применение нашли фазированные антенные решётки. В целях обеспечения скрытности использования ведется разработка систем, основанных на бистатической схеме, когда в районе ведения непосредственных боевых действий располагается только приёмник радиолокатора, а передатчик, помещённый на летательный аппарат, удалён на значительное расстояние.

## Общая оценка

### Достоинства
По мнению американского командования РЛС наземной разведки дают возможность:
- за малое количество времени просмотреть обширные территории,
- вести эффективную разведку независимо от времени суток и погодных условий.
- обрабатывать полученную развединформацию в реальном масштабе времени[1].

### Недостатки
К недостаткам подобных систем относят возможность их обнаружения противником на расстояниях, значительно превышающих дальность действия, чувствительность к атмосферным осадкам и помехам, зависимость места расположения станции от топографических особенностей района применения, уязвимость для средств радиоэлектронной борьбы противника.

## Боевое применение
РЛС наземной разведки AN/PPS-5 активно использовались американскими войсками во время боевых действий в Юго-Восточной Азии и во Вьетнаме. Её модификация AN/PPS-5C применялась во время операции «Буря в пустыне», а также датскими и британскими войсками во время боевых действий в Боснии в 1996 году. По некоторым данным, российские системы СБР-3 «Фара» использовались донецким ополчением во время вооружённого конфликта на юго-востоке Украины.